# 和栗由紀夫
和栗 由紀夫（わぐり ゆきお、1952年（昭和27年）2月26日 ‐ 2017年（平成29年）10月22日）は、日本の舞踏家。

## 人物
戦後の日本が生んだ独特の舞踊ジャンルとして国際的に評価されている「舞踏」の創始者、土方巽直系の舞踏家。1972年（昭和47年）に土方巽に師事してから今日まで、江戸小紋の染職人として働いた8年間を挟み、25年以上の舞踏歴を持つ。2017年、亡くなる3日前まで舞台に立ち続けた。

## 概要
1952年（昭和27年）2月26日、東京都東大和市に生まれる。
1970年（昭和45年）3月、東京都立北多摩高等学校卒業。
1972年（昭和47年）、アスベスト館に入門、土方巽に師事。 
同年6月、『燔犠大踏鑑(付)私の娘展示即売』の舞踏公演「すさめ玉」で初舞台（西武百貨店池袋店ファウンテンホール）。
9月、哈爾賓哈公演「長須鯨」出演（厚生年金会館小ホール）。
10月・11月、土方巽舞踏公演『四季のための二十七晩』出演（アートシアター新宿文化）。
1973年（昭和48年）6月、土方巽燔犠大踏鑑京都公演『疱瘡譚』『夏の嵐』出演（京都大学西部講堂）。
同年7月、燔犠大踏鑑東北里帰り公演『疱瘡譚』出演（盛岡県民会館中ホール）。
同年9月、燔犠大踏鑑公演『静かな家 前篇・後篇』出演（西武劇場）。
1974年（昭和49年）6月・7月・8月、白桃房舞踏公演（3作品）出演（新宿アート・ビレッジ）。
同年10月〜76年12月、白桃房舞踏公演（全10作品）に男性第一舞踏手として出演（アスベスト館）。
1978年（昭和53年）10月、好善社を設立。好善社公演『楼閣に翼』（土方巽演出・振付）（三百人劇場）。公演後アスベスト館を去り、江戸小紋職人になる。
1985年（昭和60年）9月・12月、土方巽演出・振付『東北歌舞伎計画Ⅲ・Ⅳ』出演。スタジオ200で復帰。
8月 岸田事務所＋楽天団『恋 其の弐』出演 利賀フェスティバル、名古屋、大阪
10月 好善社公演『楼閣に翼〜フラマン家の彼方』 テルプシコール
1987年 5月 好善社公演『楼閣に翼Ⅲ・海の道』 テルプシコール
1988年 − 中嶋夏（霧笛舎）作品『眠りと転生』出演 海外ツアー（スペイン、イギリス、オーストラリア、ニューヨーク）
1989年 − 中嶋夏（霧笛舎）海外ツアー参加（モントリオール、ブラジル・キャンピナス）
1990年 6月 好善社公演『楼閣に翼Ⅳ・人間の水』 アトリエ・フォンテーヌ
1991年 3月 和栗由紀夫＋好善社公演『青い柱』 皮膜彫刻：吉江庄蔵 スタジオ200
12月 好善社公演『鼈甲飴』（土方メソッド研究会公演） アスベスト館
1992年 6月 好善社舞踏公演『懐かしの七月』（土方メソッド研究会公演） アスベスト館
1993年 1月 和栗由紀夫＋好善社公演『日月譚』 音楽：矢吹紫帆、村松保宗 シードホール
6月 和栗由紀夫＋好善社公演『ともだち』 アスベスト館
1994年 1月 和栗由紀夫＋好善社公演『野の婚礼』 音楽：YAS-KAZ シアターX
3月 和栗由紀夫＋dido公演『春雷』 ジャンジャン
7月 和栗由紀夫＋好善社公演『半夏生』 テルプシコール
9月 和栗由紀夫＋好善社公演『螺旋の夢』 音楽：ウォン・ウィン・ツァン ジャンジャン
1995年 1月 「美術表現におけるからだ」トーク：谷川渥 パフォーマンス：和栗由紀夫・吉江庄蔵 愛知芸術文化センター
2月 和栗由紀夫＋好善社公演『沈める瀧』 音楽：富田和明、ヒダノ修一 P3 art and environment
4月 和栗由紀夫ソロ公演『OVAL DREAM（楕円の夢）』 ドイツ文化会館OAGホール
9月 シアターX公演、郡司正勝作・演出『青森のキリスト』出演 シアターX
10月 和栗由紀夫＋好善社公演『螺旋の夢』 音楽：ウォン・ウィン・ツァン 北日本新聞ホール
12月 NHK日曜美術館「クレーの絵を読む」出演
1996年 3月 和栗由紀夫＋好善社公演『舞踏花伝〜七つの世界を巡る旅〜』 シアターX
12月 和栗由紀夫＋好善社公演『楕円幻想』 映像：映像集団TATARA 愛知県芸術劇場小ホール
1997年 2月・3月 和栗由紀夫＋好善社公演『エローラ〜石の夢』 新宿・パークタワーホール
12月 和栗由紀夫舞踏公演『彼方』 ドイツ文化会館OAGホール
1998年 1月　土方巽の舞踏を自身が直接土方から学んだ「舞踏譜」を基に、ジャストシステムからCD‐ROM『舞踏花伝』を上梓。
1月 CD-ROM『舞踏花伝』刊行記念セミナー「身体化する記号—舞踏譜」 紀伊國屋サザンシアター
2月 和栗由紀夫＋好善社公演『未知の花』 砺波市文化会館
2月 和栗由紀夫＋好善社公演『彼方』 富山県民会館
3月 和栗由紀夫＋好善社公演『幻想の地誌学〜身体への距離』（原作：谷川渥） シアターX
8月 文楽人形浄瑠璃・舞踏・現代邦楽『碇・怒知盛』出演 三国・安島大湊神社
9月 アートサミット・インドネシアⅡ1998 出演 『幻想の地誌学』上演 TIM ジャカルタ
10月 「舞踏八晩——巽の方角へ」出演 ソロ『地の骨』上演 テルプシコール
1999年 2月 好善社公演『春の家』 シアターX
1999年〜2001年 早稲田大学文学部非常勤講師
6月 和栗由紀夫＋好善社公演『人間の水』 湘南台文化センター市民シアター
10月 The Asia Modern Dance INTERACTION2 出演
11月 第10回韓日ダンスフェスティバル出演『地の骨Ⅱ』 ウェストエンドスタジオ
2000年 10月 和栗由紀夫＋好善社公演『地の骨Ⅱ』 ルネこだいら中ホール
− バンクーバーダンスフェスティバルとシアトルダンスフェスティバル参加
− 『地の骨』上演 モントリオール、アゴラシアター
2001年 − 国際交流基金派遣 韓国、インドネシアツアー
2002年 − RDCの委託作品発表 バンクーバー
12月 和栗由紀夫＋好善社公演『幻想の地誌学Ⅱ』（原作・谷川渥） 六本木オリベホール
2003年 6月 慶應義塾大学新入生歓迎舞踏公演『野の婚礼——新しき友へ』 慶應義塾大学日吉キャンパス来往舎
10月 「肉体のシュルレアリスム 舞踏家土方巽展抄」展 舞踏フェスティバル「肉体の劇場」出演 川崎市立岡本太郎美術館
− 舞踏フェスティバル・イン・ブラジル参加『野の婚礼』 サンパウロ SESC
− ニューヨーク舞踏フェスティバル参加『魂の旅』
2004年 4月 慶應義塾大学新入生歓迎舞踏公演『魂の旅』 慶應義塾大学日吉キャンパス来往舎
− ジョグジャカルタ・アート・フェスティバル参加
2005年 5月 慶應義塾大学新入生歓迎舞踏公演『幻容の道』 慶應義塾大学日吉キャンパス来往舎
− アジア・トリー・イン・ソウル参加。
− ジョグジャカルタ・アート・フェスティバル参加
2006年 − CAN・ASISAN・DANCE・FESTIVAL IN TORONTO 参加
2007年 1月 大野一雄百歳の年ガラ公演「百花繚乱」出演 神奈川県立青少年センターホール
3月 ボローニャ大学大野一雄アーカイヴ開設記念公演『魂の旅』 イタリア・ボローニャ大学
3月 ロシア舞踏フェスティバル参加『魂の旅』 サンクトペテルブルク、モスクワ
10月 大野一雄フェスティバル参加 アジア・トライ出演 BankART Studio NYK
− 春川（チュンチョン）国際マイムフェスティバル参加
− ジョクジャ・アートフェスティバル、アジア・トリー参加
− ニューヨーク舞踏フェスティバル2007参加
2008年 8月 ダンスオペラ『神曲』（大島早紀子演出・振付）出演 グランシップ中ホール
− 日本・ブラジル移民100年記念企画・大野一雄フェスティバル参加
12月 日本・インドネシア国交50周年事業アジア・トリー・ジョグジャ2008 “The Life of BUTOH” 参加
2009年 − NYOBA-KAN舞踏フェスティバル・イン・クアラルンプール参加
10月 大野一雄フェスティバル2009参加 BankART Studio NYK
2010年 − 細江英公写真展「死の灰」大野慶人氏と共演 実相寺
− NYOBA-KAN舞踏フェスティバル・イン・クアラルンプール参加
− ニューヨークCAVE 舞踏ワークショップ参加
12月 和栗由紀夫＋好善社公演『肉体の迷宮』（原作・谷川渥） 日暮里サニーホール
12月 舞踏ロシア公演「大いなる魂」参加（国際交流基金主催） モスクワ、サンクトペテルブルク
2011年 3月 舞踏中国公演「大いなる魂」参加（国際交流基金主催） 北京・九個劇場
− 舞踏公演『Transformation』 インドネシア・バリ
9月・10月 北米ツアー（シカゴ、ソルトレーク・シティ、ニューヨーク、ボルダー）
11月・12月 マレーシア、バンコックツアー
2012年 1月 チリ・サンチアゴ舞踏フェスティバル参加
4月 香港舞踏フェスティバル参加
8月 『聊斎志異』上演 香港・スタジオ公演
9月 大野一雄フェスティバル参加『病める舞姫』上演 BankART Studio NYK
11月 バルセロナ舞踏フェスティバル参加『魂の旅』上演
2013年 5月 「フランシス・ベーコン」展『偏愛的肉体論』上演 東京国立近代美術館
7月 「フランシス・ベーコン」展『偏愛的肉体論』上演 豊田市美術館
9月 舞踏公演『聊斎志異』 上演 クアラルンプール、香港
9月・10月 亜州展演交流 『我心追憶 聊斎志異之世界』上演 高雄、台北 ワークショップ・高雄師範大学、国立台南芸術大学、国立台北芸術大学
11月 舞踏公演『聊斎志異』 上演　　マカオ
2014年 4月 舞踏劇場『白い部屋』（原作：和栗由紀夫）スタジオ公演 香港・Y–スペース
6月 舞踏公演『聊斎志異』 KL pac, クアラルンプール
2015年 6月 香港大学、延安大学、西安にて舞踏ワークショップ
7月 ポーランド・ワルシャワでの舞踏ワークショップ
8月 ベルリン芸術センターでの舞踏ワークショップ
8月 舞踏プログラム「EXI’T」参加 ドイツ・ブルーリン
11月 アジア・トライ参加 シアターX
2016年 2月 中国・福城、アモイ 舞踏ワークショップ
3月 舞踏公演『唐代伝奇』上演 中国・西安
5月 和栗由紀夫舞踏公演『四季・病める舞姫』 公立秋田美術大学アトリエももさだ
6月 POHRC舞踏レクチャーとワークショップ参加 イギリス・ケンブリッジ大学
11月 演劇公演『白い部屋』（原作：和栗由紀夫） 香港・レパートリーシアター
2017年 3月 中国・雲南、昆明舞踏ワークショップ
6月 和栗由紀夫舞踏公演『四季 病める舞姫』 秋田・旧金子家住宅。『病める舞姫完全写真化計画』のため、秋田を舞台に写真集のための撮影をする。写真谷口雅彦。
7月・8月 Xalapa ワークショップ メキシコシティー
9月 秋田 アジア・トライ参加 秋田市千秋公園
10月19日 京都精華大学アセンブリーアワー パフォーマンス・レクチャー「舞踏の現在」企画・トーク：谷川渥 京都精華大学友愛館アゴラが最後の舞台となった。
2017年（平成29年）10月22日、急逝。65歳。

## 写真集
『土方巽原作「病める舞姫」東北歌舞伎計画秋田公演（写真・谷口雅彦）』NPO土方巽記念秋田舞踏会　アートディレクション:宮古美智代　2018年